# Alexander Michailowitsch Babakow

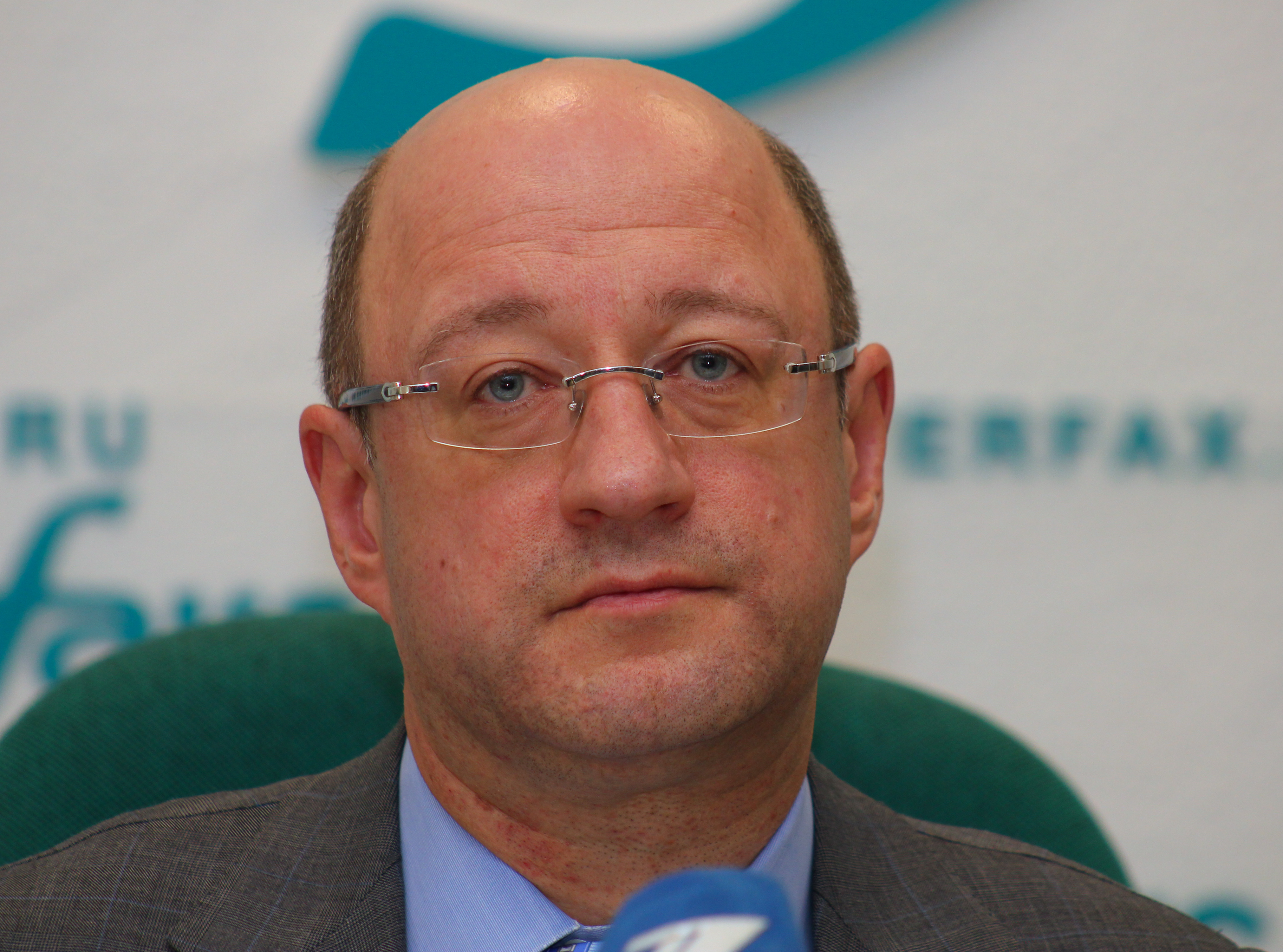
Alexander Babakow 2011

Alexander Michailowitsch Babakow (russisch Александр Михайлович Бабаков; * 8. Februar 1963 in Chișinău) ist ein russischer Politiker der Partei Gerechtes Russland und vormals der Partei Rodina.

## Leben
Babakow studierte Wirtschaftswissenschaften in Moskau.
Bei der Parlamentswahl in Russland 2003 wurde Babakow über die Liste des Rodina-Wahlblocks zum Abgeordneten der Duma gewählt. Er wurde 2006 als Nachfolger von Dmitri Rogosin Parteivorsitzender der Partei Rodina. Nach der Fusion seiner Partei in Gerechtes Russland wurde er bei der Parlamentswahl 2007 über die Liste von Gerechtes Russland wiedergewählt. Anschließend wurde er im Dezember 2007 auf der ersten Sitzung der 5. Duma zu einem der neun Stellvertreter des Duma-Vorsitzenden Boris Gryslow gewählt.
Am 21. Juli 2011 wurde bekannt, dass Babakow die Partei Gerechtes Russland verlassen und sich der Gesamtrussischen Volksfront anschließen möchte. Daraufhin wurde er am 10. August 2011 aus der Partei ausgeschlossen.
Bei der Parlamentswahl 2011 wurde er über die Liste von Einiges Russland erneut zum Abgeordneten gewählt. Er war Mitglied der Fraktion Einiges Russland.
Im September 2016 wurde er über die Liste von Einiges Russland zum Abgeordneten der Duma der Oblast Tambow gewählt. Anschließend wurde er zum Abgeordneten des Föderationsrats für die Legislative der Oblast Tambow ernannt. Im September 2020 wurde er stattdessen zum Abgeordneten für die Exekutive der Oblast Tambow ernannt, was er bis 2021 blieb.
Am 1. Februar 2020 wurde Babakow auf dem ersten Kongress der vom Schriftsteller Sachar Prilepin gegründeten Partei Für die Wahrheit zum ersten stellvertretenden Parteivorsitzenden ernannt. Im Februar 2021 ging diese in der Partei Gerechtes Russland auf. 
Bei der Parlamentswahl 2021 wurde er über die Liste von Gerechtes Russland wieder zum Abgeordneten der Duma gewählt. Er wurde zum stellvertretenden Vorsitzenden gewählt.
Babakow vermittelte einen Kredit über neun Millionen Euro an die von Marine Le Pen geführte rechtsextreme Front National. Ein Vertrauter des russischen Präsidenten Wladimir Putin ist Chef der First Czech Russian Bank (FCRB), einem kleineren Kreditinstitut, das 1996 in der Tschechischen Republik gegründet und später vom russischen Gas- und Erdölkonzern Stroitransgas, Mehrheitseigner ist der Oligarch Gennadi Timtschenko, (früher Teil von Gazprom) aufgekauft wurde. Das Kreditinstitut gehört heute dem ehemaligen Finanzchef von Stroitransgas, Roman Popow, der gute Verbindungen in den Kreml unterhält.
Laut US-Justizministerium ist Babakow Präsident des Institut für internationale Integration, das als Tarnorganisation für weltweite russische Einflussnahme dienen soll. Nach Veröffentlichungen des Organized Crime and Corruption Reporting Project (OCCRP) und früherer Berichte zählten unter anderem Jack Straw und Rudy Giuliani zu ausländischen Partnern des Instituts. Auch der deutsche Bundestagsabgeordnete Robby Schlund soll während seiner Amtszeit 2019 an einer Tagung Babakows in Moskau teilgenommen haben.
Seit 2014 ist Babakow Präsident des Russischen Tischtennisverbandes.

## Sanktionen
Im April 2014 wurde er von der kanadischen Regierung auf eine Sanktionsliste gesetzt und darf nicht mehr nach Kanada einreisen. Am 12. September 2014 wurde er auf die „schwarze Liste der EU“ gesetzt.

## Privates
Babakow ist verheiratet und hat drei Kinder.